# ترایگان (کمیک)
ترایگان (به انگلیسی: Trigon) یک شخصیت خیالی ابرشرور در کتاب‌های کامیک آمریکایی منتشر شده توسط دی‌سی کامیکس است. شخصیت ترایگان توسط نویسنده مارو وولفمن و طراح جرج پرز خلق شده‌است؛ که برای نخستین بار در شمارهٔ ۲ مجموعه تایتان‌های نوجوان (فوریه ۱۹۸۱) حضور پیدا کرد. ترایگان روح خبیث شش چشمی است که هدفش گسترش شر بر روی زمین از طریق دخترش ریون است. او یکی از قدرتمندترین موجودات در دنیای دی‌سی محسوب می‌شود که بسیاری از جهان‌ها را به بردگی خود گرفته‌است.
سیموس دور در مجموعه تلویزیونی تایتان‌ها (۲۰۱۸) وظیفه بازی در این نقش را بر عهده دارد. این اولین حضور رسمی این شخصیت در یک محصول لایو اکشن محسوب می‌شود.

## توانایی‌ها و قدرت‌ها
ترایگان دارای ظاهری شیطانی، قدی بلند، پوستی به رنگ قرمز، دارای شاخ و چندین چشم است. او روح خبیثی قدرتمند و نامیرا است که قادر به شلیک انرژی، دورآگاهی، دورجنبی، دگرپیکری، پرواز، قدرت و پایداری ابرانسانی، انحراف واقعیت، به‌کارگیری ماده و تغییر شکل مواد است. او همچنین استاد اجرای وهم و کنترل ذهن است و توانایی ایجاد توهم برای فریب دیگران، و کنترل صدها نفر به‌طور همزمان و حتی قدرتمندترین قهرمان‌ها را دارد. او در یکی از مناسبت‌ها توانست در یک چشم برهم زدن سیارهٔ زمین را به‌طور کامل تغییر شکل دهد؛ روح میلیون‌ها نفر را از بدنشان تخلیه کرد؛ قادر به خلق انبوهی از دیوها تحت فرمانش بود؛ قدرت بازنمودن کرم‌چاله به جهان‌های دیگر را داشت و به نظر می‌رسد دارای علم لایتناهی است.
ترایگان دارای مقادیر زیادی قدرت‌های الهی و قادر به ایجاد و به‌کارگیری آتش جهنم است. او قادر به شلیک این آتش به شکل اشعه یا گلوله از طریق دهان، چشم‌ها، دست‌ها یا فوران آن از طریق کف زمین است. به علاوه او به راحتی قادر به شکست تیم‌های تایتان‌های نوجوان و لیگ عدالت بود. او می‌تواند به‌طور کامل شکل ظاهری خود را تغییر دهد، او زمانی به منظور اغوا نمودن آرلا (مادر ریون) شکل خود را شبیه به انسان درآورد. ترایگان قادر به اعطای قدرت‌های ابرانسانی به دیگران (به صورت موقت یا دائمی) است. به‌طور مثال او مسئول اعطای توانایی دورکاری ذهن به فردی به نام دکتر سایمون جونز، در ازای بردگی‌اش بود.